# Volo Bond Offshore Helicopters 85N
Poco prima delle 14:00 del 1º aprile 2009, il volo Bond Offshore Helicopters 85N precipitò a 11 miglia nautiche (20 km) a nord-est di Peterhead, in Scozia, nel Mare del Nord, mentre rientrava da una piattaforma petrolifera della BP nel giacimento di Miller, 240 km a nord-est di Peterhead. L'incidente causò la morte di tutte le sedici persone a bordo. Il volo era operato da un Eurocopter AS332L2 Super Puma Mk 2 della Bond Offshore Helicopters. La causa dell'incidente è stata la separazione del rotore principale a seguito di un guasto catastrofico alla trasmissione.
L'elicottero era pilotato dal comandante Paul Burnham e dal copilota Richard Menzies, entrambi dipendenti della Bond Offshore Helicopters. La maggior parte delle vittime erano dipendenti della KCA Deutag Drilling.
Bond gestiva anche un Eurocopter EC225LP molto simile che era precipitato nel Mare del Nord il 18 febbraio 2009, dove tutti i 18 a bordo si erano salvati.
Il più grave incidente di elicotteri nel Mare del Nord è stato l'incidente del 1986 del Chinook della British International Helicopters, quando un Boeing 234 Chinook si era schiantato uccidendo 45 persone.

## Il recupero
Le ricerche dei sopravvissuti furono interrotte la sera del 2 aprile, quando i soccorritori ammisero che non c'era alcuna possibilità di trovare qualcuno in vita, e la nave per le indagini sismiche Vigilant tornò a Peterhead il 4 aprile. Gli otto corpi ritrovati poche ore dopo l'incidente vennero portati ad Aberdeen e poi all'obitorio della polizia.
L'Air Accidents Investigation Branch (AAIB) noleggiò la Vigilant per le indagini iniziali, che arrivò sul posto il 3 aprile, portando con sé un'apparecchiatura sonar specializzata per localizzare il relitto sul fondale marino. Non era stato segnalato alcun segnale del radiofaro EPIRB.
La polizia di Grampian dichiarò la sera del 4 aprile di aver identificato gli otto corpi inizialmente recuperati dalla superficie del mare. Una seconda nave, la Bibby Topaz, venne noleggiata per assistere e salpò da Peterhead il 4 aprile per recuperare i restanti otto corpi che non erano stati trovati in superficie, oltre ai rottami e ai registratori vocale e dei dati di volo.
Il relitto del Super Puma venne localizzato sul fondale marino ad una profondità di 100 metri dal Bibby Topaz. Gli altri otto corpi vennero recuperati dall'interno della fusoliera. L'FDR/CVR combinato fu recuperato e inviato alla sede di Farnborough dell'AAIB per essere analizzato, così come tutti i rottami.

## Le indagini
L'AAIB invitò a partecipare il Bureau d'Enquêtes et d'Analyses pour la sécurité de l'Aviation Civile (BEA), Eurocopter, l'Agenzia europea per la sicurezza aerea (EASA) e l'Autorità per l'Aviazione Civile del Regno Unito. Il 4 aprile 2009, l'AAIB rilasciò una terza dichiarazione alla stampa in cui affermava che i lavori per il recupero del relitto del G-REDL stavano proseguendo.
L'11 aprile, l'AAIB pubblicò il suo rapporto iniziale sull'incidente, in cui affermava che la causa dell'incidente era stata un "guasto catastrofico della trasmissione del rotore principale" e il conseguente distacco del rotore stesso. Furono formulate tre raccomandazioni di sicurezza, la prima delle quali prevedeva che tutti gli elicotteri Super Puma dovessero ricevere controlli supplementari sul modulo epicicloidale della trasmissione.
Il 17 aprile, l'AAIB pubblicò un secondo rapporto in cui si evidenziava che i detriti metallici provenienti dalla trasmissione erano stati rilevati 34 ore di volo prima dell'incidente. Tuttavia, "non erano stati rilevati segni di un guasto". In risposta, l'EASA ordinò un'ispezione "urgente" delle trasmissioni sia dell'AS332L2 Super Puma che dell'EC225LP Super Puma. Gli operatori avevano tempo fino al 24 aprile per completare le ispezioni.
Il 16 luglio l'AAIB pubblicò il bollettino speciale AAIB: 5/2009 che illustrava gli ulteriori progressi dell'indagine, comprese due ulteriori raccomandazioni di sicurezza 2009-74 e 2009-75. Queste raccomandazioni chiedevano all'EASA di rivedere urgentemente i manuali sul rilevamento delle particelle magnetiche e sull'ispezione degli ingranaggi planetari.
Il 24 novembre 2011, l'AAIB pubblicò il rapporto formale 20/2011 sull'incidente. La causa dell'incidente era stata attribuita al cedimento catastrofico del riduttore del rotore principale a seguito della rottura per fatica di un ingranaggio planetario del secondo stadio del modulo epicicloidale.
L'inchiesta individuò inoltre tre fattori che avevano contribuito all'incidente:
- Le azioni intraprese in seguito alla scoperta di una particella magnetica sul chip detector del modulo epicicloidale il 25 marzo 2009, 36 ore di volo prima dell'incidente, avevano fatto sì che la particella non venisse riconosciuta come un'indicazione di degrado dell'ingranaggio planetario del secondo stadio, che successivamente si era rotto.
- Dopo il 25 marzo 2009, i metodi di rilevamento esistenti non avevano fornito ulteriori indicazioni sul degrado del riduttore planetario del secondo stadio.
- L'anello di magneti installato sui riduttori del rotore principale dell'AS332 L2 e dell'EC225 riduceva la probabilità di rilevare i detriti rilasciati dal modulo epicicloidale.

A seguito dell'indagine vennero formulate diciassette raccomandazioni di sicurezza.
Il 13 marzo 2014, un'inchiesta ufficiale del governo britannico stabilì che l'incidente avrebbe potuto essere evitato se le procedure di manutenzione fossero state seguite correttamente.